# Gaston de Raousset-Boulbon
Charles Rene Gaston Gustave de Raousset-Boulbon (Avignon, 1817. május 5. – Guaymas, 1854. augusztus 13.) francia nemes, kalandor, gyarmatosító, a rövid életű Sonorai Francia Állam alapítója.

## Élete
Grófi család sarjaként látta meg a napvilágot Dél-Franciaországban. Felnőtté válása után rögvest elindult a frissen meghódított Algériába, de az 1848-as francia forradalom miatti társadalmi átrendeződések okán reményei szertefoszlottak és származása már nem biztosította érvényesülési lehetőségét. Párizsba visszatérve már nem találta meg a helyét, ahol egyre inkább a nagypolgári burzsoázia kezdte átvenni a vezető szerepet a nemesek helyett.
Elszegényedve egy Amerikába tartó hajóra szállt és meg sem állt Kolumbiáig, ahol több szerencsét remélt. Innen eljutott San Franciscóba, de továbbra is beilleszkedési nehézségekkel küszködött, mivel folyton csak származásával próbált előnyre szert tenni, s nem szorgalommal és munkával.
Kaliforniában ekkor zajlott a nagy aranyláz, így de Raousset-Boulbon is felcsapott aranyásónak, de nem talált aranyat.

## A sonorai expedíció
Az amerikaiakkal vívott háborúban Mexikó meggyengült és területén lázadások robbantak ki, illetve külföldi kalandorok jelentek meg. Ekkor de Raousset-Boulbon összeállt egy arizonai bányászcéggel, a La Compenia Restauradora de la Mina de la Arizoná-val, s zsoldosokat toborzott. 1852 őszén benyomult Sonora mexikói államba és megszállta Hermosillo városát. Az államban sok volt a külföldi telepes, így franciák is, így de Raousset-Boulbon bízott az ő támogatásukban. A hatalmát novemberig fenntartotta, de aztán a mexikói csapatok visszafoglalták Hermosillót.

## Halála
1854-ben de Raousset-Boulbon visszatért Sonorába és Guaymas mellett a franciák összecsaptak a mexikóiakkal. A kalandorok nem tudtak támogatást szerezni a sonoraiaktól, sőt fellángoltak a nemzeti érzelmek a fokozódó külső beavatkozások miatt. José María Yáñez legyőzte a franciákat és de Raousset-Boulbont is elfogta július 13-án. Egy hónapig fogságban volt Guaymas erődjében, majd halálra ítélték és golyó által kivégezték. A nemesi származására büszke de Raousset-Boulbon megtagadta, hogy bekössék a szemét, ehelyett szembe nézett az osztag katonáival.
Maradványait I. Miksa mexikói császár parancsára exhumálták és 1866-ban visszaszállították Franciaországba, ahol végső nyugalomra helyezték.